# Protentomon berlesei
Protentomon berlesei är en urinsektsart som beskrevs av Josef Nosek 1969. Protentomon berlesei ingår i släktet Protentomon och familjen Protentomidae. Inga underarter finns listade i Catalogue of Life.